# Орахова (Градишка)
Орахова је насељено мјесто на подручју града Градишка, Република Српска, БиХ. Према попису становништва из 1991. у насељу је живјело 2.479 становника.

## Географија
Орахова се налази 30-ак километара сјеверозападно од Градишке, на рјечици Пејиновац која се улива у један од више рукаваца које су означене као притоке Саве, а који долазе из правца Козарске Дубице. Након пејиновачког ушћа, тај водоток се улива у Рибарицу, она у Саву, сјевероисточно од Орахове.
Уз централно насеље су и насеља Махала, Халуга, Постиње, Соко и Лазе. Сви су, локалним путевима, повезани са главним магистралним путем M-I 102 (стара ознака М-14.1), који пролази кроз центар Орахове.

## Становништво
| Националност       | 1991.          | 1981.          | 1971.          |
| Муслимани          | 2.343 (94,51%) | 2.231 (87,52%) | 2.222 (93,24%) |
| Срби               | 80 (3,22%)     | 79 (3,09%)     | 96 (4,02%)     |
| Хрвати             | 24 (0,96%)     | 30 (1,17%)     | 55 (2,30%)     |
| Југословени        | 14 (0,56%)     | 204 (8,00%)    | 1 (0,04%)      |
| остали и непознато | 18 (0,72%)     | 5 (0,19%)      | 9 (0,37%)      |
| Укупно             | 2.479          | 2.549          | 2.383          |

| Демографија | Демографија | Демографија |
| Година      | Становника  | Становника  |
| ----------- | ----------- | ----------- |
| 1961.       | 2.186       |             |
| 1971.       | 2.383       |             |
| 1981.       | 2.549       |             |
| 1991.       | 2.479       |             |

## Извор
- Књига: „Национални састав становништва — Резултати за Републику по општинама и насељеним мјестима 1991.", статистички билтен бр. 234, Издање Државног завода за статистику Републике Босне и Херцеговине, Сарајево.